# أفشرد
أفشرد هي قرية في مقاطعة هريس، إيران. عدد سكان هذه القرية هو 527 في سنة 2006.